# Mesapamea atrocyanea
Mesapamea atrocyanea là một loài bướm đêm trong họ Noctuidae.